# Masaccio
Masaccio (pravog imena: Tommaso di Giovanni Simone Guidi), talijanski slikar (San Giovanni Valdarno, kraj Arezza, 21. prosinca 1401. – Rim, 20. prosinca 1429.), poznat je kao prvi slikar renesanse.

## Životopis
Rođen kao Tommaso di Giovanni Simone Guidi, o njegovom životu i školovanju zna se veoma malo. Prozvan je Masaccio (talijanski za „Aljkavi Tomo”) jer je, prema Vasariju, zanemarivao sve, pa i svoj izgled, nauštrb svoje umjetnosti. God. 1422. ušao je u slikarski ceh, a 1424. god. se pridružio "Društvu sv. Luke", bratstvu umjetnika. Ubrzo je postao vodeći i najmaštovitiji slikar svog doba. Iako je umro mlad (u 28. godini života) izvršio je velik pomak u slikarstvu 15. stoljeća, među prvima je ostvario djela renesansnog duha i udario temelje zamahu tog stila u Italiji.
Kao veliki uzor mu je poslužilo gotičko slikarstvo Giottoa di Bondonea koji je slikao skoro 100 godina prije njega i načinio je par velikih koraka dalje od gotičkog ikonografskog slikarstva. No Masaccio čini mnogo više; njegovi likovi, kao i kod Giotta, su učvršćeni obrisom, no s više individualnosti i karaktera od Giottovih likova. Masaccio je primjenom perspektive stvarao iluziju prostora na svojim slikama; mirne ljudske figure, povezane u skladne grupe, oblikovao je realistički s jakim dramsko-psihološkim izrazom. Svojim freskama u kapeli Brancacci u Firenci, presudno je utjecao na Francesca Lippija (koji je i dovršio freske u kapeli Brancacci), Paola Uccellea, Andrea del Castagna i B. Gozzolija.

## Djela
Glavno Masacciovo djelo nalazi se u kapeli Brancacci u firentinskoj crkvi Sta Maria del Carmine koju je oslikao zajedno s Masolinom da Panicaleom. Novim načinom (tal. Maniera moderna) ostvario je čuvene kompozicije: prizori iz života sv. Petra (Porezni novčić; Sv. Petar dijeli milostinju) i istočni grijeh (Izgon iz raja). 
Na slici Porezni novčić Masaccio je genijalno smjestio tri radnje koje se odvijaju u različito vrijeme u isti okvir: Isus s apostolima kojima prilazi poreznik tražeći porez, sveti Petar koji iz jezera vadi novčić i Sveti Petar kako predaje porezniku novčić. Sve je smješteno u arhitektonski okvir s izraženom perspektivom, pomalo tmurnih boja i specifičnom karakternošću likova. Poreznik je čak u trećoj radnji postavljen u kontrapost.
Izgon iz Raja (1420.) je prvo djelo, nakon antike, koje prikazuje naga ljudska tijela – aktove. Genijalnost ovoga djela je u vješto riješenom problemu formata koji je izrazito okomito izdužen. Masaccio je prikazao perspektivu prostora jednostavno stavivši visoka vrata u lijevu stranu slike i anđela koji se nalazi malo za vratima, ali iznad Adama i Eve i izlazi iz okvira slike (vidi mu se samo pola lica), tako pretpostavljajući beskonačnost prostora slike. Radnja slike se odvija u pokretu likova; Adam i Eva su u dinamičnom iskoraku i s očitim grčem, Adam se hvata za lice, a Eva bolno urla, dok je Anđeo prikazan s mačem u desnoj ruci i s lijevom rukom koja pokazuje Adamu i Evi izlaz iz Raja.
Originalan smisao za jednostavnu monumentalnost možemo pronaći na njegovoj freski u crkvi Sta Maria Novella – Sveto Trojstvo (1425.). Masaccio na toj slici uvodi jasnu linearnu perspektivu i to na taj način što prikazuje određene arhitektonske oblike s jasnim skraćenjem prema dubini. Sveta tri lika (Sveti Otac, Krist, Bogorodica i po gotičkom pravilu jedan svetac koji prati Bogorodicu, u ovom slučaju Sveti Ivan) smještena su u arhitektonski okvir oltara renesansne katedrale. Tako je ova tema, koja je jedna od najčešće reproduciranih tema do tada, dobila sasvim novu vrijednost kroz perspektivu oslikane arhitekture. Još jedna stvar koju je Masaccio primjenjivao da pojača dojam iluzije dubine prostora, bilo je to što je fresku spustio na razinu ljudskog pogleda. 
Još jedno važno Masacciovo djelo je oltarna slika Madonna na prijestolju (Majka Božja s djetetom i sv. Anom), danas u galeriji Uffizi u Firenci. Još jedna često odrađivana tema, ali vješto oduhovljena perspektivom u arhitekturi i bogatstvom polusjena (tal. chiaroscuro) na likovima.

### Popis djela
- Raspelo (c. 1426)  - ulje na drvu, 83 x 63 cm, Museo di Capodimonte, Napulj
- Oltar iz Cascie (1422., dubious)  ulje na drvu, 108 x 153 cm, Cascia di Reggello
- Djevica s djetetom i sv. Anom (1424-1425)  - tempera na drvu, 175 x 103 cm, Uffizi, Firenza
- Djevica s djetetom (1424)  - tempera na drvu, 24 x 18 cm, Palazzo Vecchio, Firenza
- Portret mladića (1425.) -  drvo, National Gallery of Art, Washington
- Sv. Pavle (1426.)  - tempera na drvu, 51 x 30 cm, Museo Nazionale, Pisa
- Sveto Trojstvo (1425-1428)  - freska, 667 x 317 cm, Santa Maria Novella, Firenca
- Gospa s djetetom (1426.)  - ulje na drvu, Nacionalna galerija u Londonu, London
- Rođenje Isusovo (1427-1428)  - tempera na drvu, promjer 56 cm, Staatliche Museen, Berlin
- Sv. Jeronim i sv. Ivan Krstitelj (c. 1426-1428)  drvo, 114 x 55 cm, Nacionalna galerija u Londonu, London
- Sv. Andrija  - ulje na drvu, 51 x 31 cm, Muzej J. Paul Getty, Los Angeles

## Vanjske poveznice
- Životopis
- Fotografije pet fresaka  Arhivirana inačica izvorne stranice od 28. prosinca 2012. (Wayback Machine)
- Masaccio na virtualnoj galeriji  Arhivirana inačica izvorne stranice od 21. lipnja 2007. (Wayback Machine) Panopticon